# 함라면
함라면(咸羅面)은 대한민국의 전북특별자치도 익산시에 설치된 면이다.

## 개요
함라면은 전라북도의 서북부에 자리하고 있으며 인근에 군산시와 김제시가 인접하고 있고 동으로는 노령산맥의 줄기가 여산, 왕궁, 낭산, 금마 부근을 지나고 금강이 북으로부터 서쪽을 끼고 흘러 비옥하고 평탄한 평야지대를 나타내고 있다. 황등면, 웅포면, 성당면, 군산시 서수면과 경계를 이루고 미곡을 주농사로 하고 있다. 군산선 철로가 관내를 관통하고 있으며 국도 3개로선 및 원활한 지방 도로로 구성되어 있어 편리한 교통망으로 구성되어 있다. 조선시대 함열군의 소재지로, 함열 남궁씨의 관향이기도 하다.

## 법정리
- 금성리(金城里)
- 다망리(多望里)
- 신대리(新垈里)
- 신등리(新登里)
- 신목리(新木里)
- 함열리(咸悅里): 행정복지센터 소재지

## 교육
- 함라초등학교 (함열리)
- 신남초등학교 (폐교) - 망월길 9 (다망리)
- 함라중학교 (금성리)